# Shahab 3
Die Shahab 3 (persisch شهاب Shahab, ‚Meteor‘) ist eine einstufige Mittelstreckenrakete, die in den 1990er-Jahren im Iran entwickelt wurde. Sie basiert auf der nordkoreanischen Rakete Nodong-1. Aufgrund der Nutzlast (1.200 kg auf 1.300 km) kann sie auch Atomwaffen tragen.

## Entwicklung
Anfang der 1990er Jahre begann man im Iran mit nordkoreanischer Hilfe mit der Entwicklung der Shahab-3-Rakete. Vermutlich wurden auch mehrere Nodong-1-Raketen aus Nordkorea über Pakistan in den Iran gebracht. Der erste Teststart erfolgte am 22. Juli 1998. Die Schätzung der im Iran verfügbaren Raketen dieses Typs gehen weit auseinander und reichen von 25 bis 150. Die pakistanische Ghauri-Mittelstreckenrakete ist nahezu baugleich mit der Shahab 3.
Im September 2003 wurden sechs Raketen dieses Types erstmals während einer offiziellen Parade vorgeführt. Im Jahr 2005 wurde die Rakete mit Hilfe angeworbener russischer Wissenschaftler weiterentwickelt und deren Reichweite und Zielgenauigkeit weiter erhöht. Die nun neue Form der Spitze erinnert zudem stark an frühere russische Raketen. Sowohl die Shahab-3 als auch die Shahab-3A sind vermutlich sowohl mit GPS als auch mit einem inertialen Navigationssystem (Trägheitsnavigation) bzw. Gyroskop ausgestattet. Inwieweit das GPS-System in einem Konflikt mit den USA nutzbar wäre, ist allerdings fraglich. Westliche Experten betonen jedoch regelmäßig die Gefährlichkeit der hohen Geschwindigkeit dieser Raketen von Mach 6 – 7 und bezweifeln deshalb die Effektivität verfügbarer Abwehrsysteme, wie Arrow und MIM-104 Patriot.

## Varianten
- Shahab 3: erste Variante, Reichweite 1.000 bis 1.200 km
- Shahab 3A: Variante mit einer Reichweite von 1.300 bis 1.700 km
- Shahab 3B/3M/3D: Variante mit neuer, schlanker Gefechtskopfsektion; Reichweite 2.000 km
- Ghadr: Shahab 3B mit verbesserter Treffergenauigkeit
- Ghadr-F: modifizierte Ghadr mit maximal 1.950 km Reichweite
- Kavoshgar: Forschungsrakete auf Basis der Gadr 1

Im September 2007 wurde die Ghadr enthüllt. Hierbei könnte es sich um eine Weiterentwicklung von Shahab 3 handeln, die eine Reichweite von 1.800 km hat.
Iranischen Angaben vom Oktober 2004 zufolge wurden verbesserte Versionen der Rakete entwickelt (vereinzelt Shahab 4 genannt), die eine Reichweite von 1900 km erreichen, also Sprengköpfe (mit einer Masse von 500 kg) bis nach Europa befördern können. Die Treffergenauigkeit (CEP) ist unter Experten umstritten. Während einige von ca. 190 m sprechen, halten andere 1 bis 2 km für realistischer.
Am 16. August 2008 um 19:32 UTC versuchte der Iran nach eigenen Angaben, mit einer Safir-Trägerrakete, als deren erste Stufe eine modifizieren Shahab 3 verwendet wurde, seinen ersten eigenen Satelliten Safir-e Omid (Hoffnung) von dem südlich von Semnan gelegenen Testgebiet in der Wüste von Dascht-e Kawir in eine Erdumlaufbahn zu bringen. Der Versuch scheiterte durch eine Explosion der zweiten Stufe in 152 km Höhe.
Die moderneren Varianten des Shahab-3 (Ghadr und Emad) haben Wiedereintrittskörper mit einer anderen Form. Das ermöglicht eine Detonation in großer Höhe (air burst,) zum Beispiel bei einem Atomangriff gegen ein weiches Ziel wie z. B. eine Stadt.

## Technische Daten
| Kenngröße    | Daten                             |
| ------------ | --------------------------------- |
| Reichweite   | 1200 km                           |
| Länge        | 15,9 m                            |
| Durchmesser  | 1,25 m                            |
| Leergewicht  | 1.780 bis 2.180 kg                |
| Startgewicht | 15.852 bis 16.250 kg              |
| Brenndauer   | 110 s                             |
| Antrieb      | einstufig, Flüssigtreibstoff      |
| Treibstoff   | TM-185: 80 % Kerosin, 20 % Benzin |
| Oxidator     | AK-27I: 27 % N2O2, 73 % HNO3      |
| Gefechtskopf | 700 bis 1.200 kg                  |